# Caso Monstro da Mamadeira
O caso "Monstro da Mamadeira" foi um caso de injustiça judicial e midiática ocorrido em São Paulo em 2006, no qual uma mãe foi falsamente acusada pela morte da filha. 

## Caso
Daniele Toledo do Prado, então com 21 anos, desempregada e mãe solteira, deu à luz a Victória Maria do Prado Iori Camargo no Hospital Universitário de Taubaté, nascida prematura aos 7 meses de gestação. O nome "Victória" foi escolhido justamente por causa do parto difícil; a mãe teve pressão alta e eclampsia durante a gestação. A bebê apresentava uma doença que nunca chegou a ser identificada, que a deixava inconsciente por horas. Daniela descreve que a filha começava sempre com "febre, depois inflamações, vômitos". Em seus últimos meses, a menina foi internada por diversas vezes na unidade de terapia intensiva.

### Estupro
Numa dessas internações, em 8 de outubro de 2006, Daniele foi estuprada dentro do Hospital Universitário. Conforme relato feito ao Programa do Gugu em 2016: "Minha filha estava internada. Era um domingo à noite. Eu tinha enfermeira no local e falei pra ela: "Vou buscar água". Eu sai dali e no que eu fui me aproximando do ambulatório, eu percebi que tinha uma pessoa embaixo de uma rampa com uma luz que acendia e apagava. Assustada, eu me virei pra ir pra outro lugar e senti um pano na minha boca".
O homem que a estuprou era um estudante de medicina da Universidade de Taubaté, no quinto ano de curso, que trabalhava no hospital. O estuprador teria a ameaçado para que ficasse em silêncio: "Eu sei da necessidade que sua filha tem no hospital, então fica quietinha", Daniele se lembra dele dizer. Daniele, contudo, não se calou: "Eu falei para os funcionários que estavam lá. Fiz exames na hora e a polícia veio na mesma noite. No outro dia de manhã, eu compareci à delegacia e o agressor foi apontado. Ele alegou que não estava no hospital, mas o carro dele tinha dado entrada naquele dia". O delegado-seccional de Taubaté, Roberto Martins de Barros, confirmou posteriormente a violência sexual por meio de laudo. Daniele relata que o hospital por diversas vezes tentou evitar a responsabilização do estudante:  "Eles queriam a todo momento que eu falasse que foi um pessoal da limpeza do hospital. Mas eu não recuei. Eu não voltei atrás!"
O inquérito policial do estupro acabou sendo arquivado em 2009 sem responsabilizar penalmente o agressor. Daniele explicou que: "O material ginecológico que eu fiz foi extraviado no meio do caminho e o processo foi arquivado. Eu fui chamada várias vezes na administração do hospital e eles falavam: "A gente sabe o que aconteceu. Mas você tem certeza que você quer seguir com isso?" O Hospital da Universidade de Taubaté abriu uma sindicância interna para investigar o aluno, período no qual ele ficou 30 dias afastados. Com sua contínua insistência que não tinha relações com Daniele, o acusado retornou suas atividades normalmente.
Posteriormente, Daniele ainda processaria o hospital no juízo cível, mas seu pedido de indenização foi negado.

### Morte de Victória
Depois da denúncia, Daniele voltou à delegacia por outro motivo, no dia 19 de outubro. Os médicos do hospital denunciaram ter encontrado um pó branco suspeito no pescoço de Victória e, sem qualquer autorização sua, colheram amostras de sangue e de urina da criança. Já naquele momento suspeitavam que poderia ser cocaína. O resultado deste teste foi negativo.
Victória teve uma nova crise no dia 28 e a mãe levou-a ao hospital, onde, no entanto, bloquearam seu ingresso. Daniele levou-a então para o Pronto-Socorro Municipal, onde chegou às 20h30. A mãe alega que a criança, apesar de estar inconsciente, não recebeu assistência até as 4h25, momento em que lhe foi administrada glicose por via intravenosa.
Foi nesse instante que se recolheu a substância branca presente na língua da criança. Segundo o relato de Daniele: "Daí foi quando a enfermeira veio, viu que a boquinha dela estava sujinha porque, na correria, eu não tive tempo de limpar (quem é mãe sabe que fica aquela coisinha do leite na boca; ela tinha mamado antes de começar a passar mal), e ela raspou com a espátula. Não vi nada de anormal nisso!". È essa substância que o exame preliminar do Instituto de Criminalística de Taubaté identificaria como cocaína.
Victoria faleceu às 10 horas de 29 de outubro de 2006, vítima de convulsões e três paradas cardíacas, com um ano e três meses de idade.

### Prisão e tortura
Daniele estava na estava na porta da emergência, sozinha, quando escutou o barulho agudo emitido por um oxímetro. Ela relata que nem havia começado a entender direito o que significava o barulho (indicava a falta de pulso) e a movimentação dos médicos para tentar ressuscitá-la, quando a médica Erika Serrano Skamarakis a agarrou pelo braço e levou-a para ver o corpo da filha, dizendo: "Olha o que você fez, sua assassina. Encara o que você fez, monstro". Ao entrar na sala, Daniela foi segurada e poucos minutos depois algemada e presa em flagrante, acusada de colocar cocaína na mamadeira da filha. Levada à delegacia de Taubaté, no interrogatório, o delegado teria lhe dito: "Você tem que falar a verdade! Eu abri o corpo da sua filha e o corpo dela está cheio de cocaína!" Ao sair da delegacia, 
Em entrevista ao G1, ainda naquele dia 29 de outubro, o delegado Paulo Roberto Rodrigues, da Delegacia de Investigações Gerais de Taubaté, disse que havia no caso provas de um homicídio doloso, quando há intenção ou assume-se o risco de matar. Segundo a polícia, Daniele teria admitido o uso passado de drogas, mas que estaria sem usar cocaína há quatro anos e oito meses. O delegado declarou ainda que: "No inquérito, ela não soube explicar o que aconteceu. Ela diz que tem lampejos de memória e que não sabe o que faz. Não pode dizer que ministrou, mas também não pode negar". O delegado Rodrigues entrou na casa de Daniele sem um mandado de busca e apreensão (ele se justificaria dizendo que "a suspeita autorizou a busca”). Na casa, os policiais recolheram uma mamadeira com o tal pó branco, cujo teste preliminar igualmente deu resultado positivo.
Daniele foi então encaminhada à Cadeia Pública de Pindamonhangaba, no município homônimo. Quando as outras detentas de sua cela ficaram sabendo da acusação, bateram nela e a torturaram. Daniele sofreu traumatismo intracraniano e fraturas na mandíbula, na escápula e na clavícula. Ela conta ainda que enfiaram uma caneta em seu ouvido, que quebrou e ficou presa internamente por vários dias. Em seu livro relatando o caso, Daniele escreve que: "Eu sentia o sangue escorrendo quente pela minha orelha. Com o outro ouvido, escutava a gritaria das presas nas outras celas, fora de si, querendo morte. Tentei falar que não tinha feito nada. Ninguém ouvia". Apesar de seus gritos, ela só foi acudida duas horas depois, quando levaram-na inconsciente para o Pronto Socorro da Santa Casa da cidade. Como sequelas, Daniele perdeu a audição e a visão do lado direito. Posteriormente, a Secretaria de Segurança Pública de São Paulo divulgaria que os processos abertos contra o diretor da cadeia e os três carcereiros que estavam de plantão naquele dia foram arquivados por falta de provas.
Após as agressões, Daniele foi foi transferida para a penitenciária de Caçapava, onde sua advogada conseguiu levá-la ao Pronto-Socorro da cidade. Em 8 de novembro, novamente transferida. Por fim, foi transferida para a penitenciária feminina de Tremembé, onde ficou numa cela isolada. Daniela conta que, lá, "várias vezes pensei em me matar, mas pensava em meu filho, na minha família, e conseguia superar esse desejo". Enquanto sua cliente ainda estava incomunicável, a advogada de Daniele, Gladiwa de Almeida Ribeiro, receosa de novas agressões, enviou um telegrama ao ministro da Justiça Márcio Thomaz Bastos solicitando a intervenção da Polícia Federal; ela, no entanto, nunca obteve resposta.

### Liberdade
Depois de 37 dias passados na prisão, Daniele foi liberta em 5 de dezembro, quando o laudo do Instituto de Criminalística do Estado de São Paulo confirmou que o pó branco encontrado na mamadeira e na boca da criança não era cocaína. Os resíduos de pó branco encontrados eram barbitúricos e diazepínicos misturados ao leite da mamadeira. Victória tomava esses medicamentos por causa das convulsões; a mãe se lembra que, "por orientação médica, costumava misturar ao leite, para facilitar a ingestão.” Com a única evidência que a incriminava descartada, o juiz da Vara do Júri e da Infância e Juventude de Taubaté, Marco Antonio Montemor, concedeu o alvará de soltura. A Corregedoria da Polícia Civil abriu um procedimento administrativo para apurar a divergência entre os dois laudos.
Após sair da cadeia, Daniele abraçou os familiares que a esperavam e, em lágrimas, foi visitar o túmulo da filha no cemitério.
Daniele conta que até os dias de hoje sofre consequências físicas e emocionais do caso: "Tenho medo de sair de casa, das pessoas que ainda me apontam e me fazem reviver toda a dor que senti após a morte da minha filha Vitória." Psicologicamente, ela sofre de síndrome do pânico e possui depressão. "Eu tenho medo de aglomerações, eu não posso ir a todo lugar porque as pessoas podem me reconhecer. Elas me apontam, relembram a história. Hoje eu não posso participar da vida escolar do meu filho, não posso trabalhar porque assim que descobrem sou dispensada. Minha vida terminou ali, naquela sala de hospital."

## Judiciário

### Processo penal subsequente
A Polícia Civil pediu um outro laudo, a analisar o sangue, as vísceras e a urina da criança. O resultado divulgado em 15 de janeiro de 2007 confirmou o primeiro: "Existia um impasse sobre o laudo preliminar e este novo teste foi feito de novo e comprovou que não havia cocaína na mamadeira", explicou a advogada de Daniele.
Mesmo com mais de um laudo indicando que a substância suspeita não era cocaína, o Ministério Público de São Paulo manteve a denúncia criminal contra Daniele. O promotor João Carlos Maia a acusou de homicídio, qualificado por motivo fútil e emprego de meios cruéis, além de agravado pela idade e o parentesco com a vítima. Em entrevista, o promotor esclareceu que: "A prisão dela não foi fundamentada somente pelo exame que mostrou cocaína. O comportamento dela e o depoimento de testemunhas são suficientes para mantê-la presa. Aconteceram, por exemplo, várias reincidências de internações, que podem ser indícios de maus tratos". Em 16 de agosto de 2007, o Tribunal de Justiça de São Paulo, por unanimidade da 9ª Câmara Criminal, negou um pedido em habeas corpus para que a ação penal fosse trancada. Os desembargadores entenderam que não havia ilegalidade na decisão que instaurou o processo criminal, que portanto deveria continuar.
Se o processo de instrução concluísse com indicativos de sua culpabilidade, Daniele viria a ser julgada por tribunal do júri, que é competente em crimes contra vida. Entre as testemunhas convocadas ao Fórum de Taubaté estavam o delegado que fez sua prisão, Juarez Totti, e também a médica e a enfermeira do Pronto Socorro de Taubaté que levantaram a suspeita de cocaína.
O processo penal foi encerrado em 28 de agosto de 2008, com Daniele oficialmente inocentada por falta de provas. Segundo a sentença do juiz Marco Antônio Montemór, todas as testemunhas ouvidas não trouxeram qualquer argumento capaz de levantar suspeitas sobre a mãe. Montemór escreveu na decisão: "Esta investigação mostrou-se perceptivelmente precipitada e açodada na obtenção de resultados, principalmente com o advento da morte da criança (relembre-se: por motivo até aqui não elucidado), pois se baseou em meios precários e improvisados de investigação". A advogada de Daniele, Gládiva Ribeiro, disse que após os "um ano e dez meses de tortura" do processo, fizeram uma festinha improvisada para comemorar a sentença: “Ela teve uma crise de choro, chorava e ria, abraçava o papel, lia.”

### Indenização
Daniele processou o Estado por danos morais por causa da prisão ilegal, pedindo uma indenização de 150 mil além de uma pensão vitalícia de 2 070 reais. Com o dinheiro, Daniele pretendia criar uma ONG para ajudar crianças com problemas de saúde, especialmente aquelas com diagnóstico complicado: "Quero tentar dar às mães a ajuda que eu precisei, mas não tive. Que minha filha precisou, mas não teve. Quero tentar ajudar um pouco das mães violentadas todos os dias nesse país por conta de sua classe social." Na sentença de 2017, o juiz Paulo Roberto da Silva, da vara da Fazenda Pública de Taubaté, lhe concedeu uma indenização no valor de 15 mil reais, dez vezes menor do que o pedido. A pensão vitalícia também foi concedida, mas seu valor foi arbitrado em 414 reais por mês, 60% de um salário mínimo na época. Daniele, representada pela Defensoria Pública, recorreu da decisão.
Daniele também processou civilmente o Hospital Universitário de Taubaté pelo estupro ocorrido em suas dependências. A Justiça de Taubaté, no entanto, negou a indenização pedida. O juiz Paulo Roberto da Silva entendeu que o prazo para que ação fosse proposta já havia passado, e o processo estava então prescrito. A defensoria pública, no entanto, não aceitou essa argumentação: "Recorremos assim que intimados da sentença. Ele entendeu que o prazo para entrar com a ação seria de três anos, quando a jurisprudência maciça de nossos tribunais determina que o prazo para esse tipo de ação, de prescrição, é de 5 anos", declarou o defensor Wagner Girón. A Fundação Universitária de Taubaté e a Universidade de Taubaté negaram falta de segurança no hospital, em nota ao G1.

### Repercussão
Em 2013, numa palestra da Justiça Federal sobre a influência da mídia e da opinião pública sobre o Poder Judiciário, o caso de Daniele foi levado como exemplo de etiquetamento, teoria criminalística na qual percepções construídas socialmente influem a identificação de um crime e do criminoso. O juiz palestrante, Artur César de Souza da Seção Judiciária do Paraná, perguntou: "Será que a sociedade quer saber da notícia com antecedência, mesmo pondo em risco o devido processo legal ou ela prefere aguardar o momento apropriado e garantir um processo justo? A verdade é que somos afetos à divulgação quando não somos nós os réus do processo. A pessoa que teve a infelicidade de ter seu fenômeno criminológico etiquetado pela mídia provavelmente prefere aguardar."
O resultado falso positivo do teste preliminar do caso também se tornou um exemplo paradigmático da falibilidade de provas supostamente científicas, nas quais a confiança cega das autoridades policiais, particularmente no contexto da Guerra às Drogas, causa injustiças e erros judiciais em muitos outros casos.

## Imprensa e mídia
O apelido "Monstro da Mamadeira" foi cunhado pelo apresentador Datena em seu programa Brasil Urgente. Em entrevista ao jornal O Dia, em 2016, Daniele disse que: "Não tenho raiva dele, nem ódio, mas mágoa sempre fica. Até agora não chegou nenhum pedido de retratação da parte dele. Nem da polícia, nem dos médicos, da mídia. Se o Datena não tivesse colocado esse apelido, talvez o caso não ficasse tão emblemático, e eu não sofreria tanto."
A apresentadora Hebe Camargo também a criticou em seu programa: "Sabe, gente, tem um monstro lá na minha cidade, Taubaté. Um monstro da mamadeira." No entanto, após a revelação de sua inocência, Hebe se desculpou pessoalmente durante participação de Daniele em seu programa, mas os editores cortaram o trecho, que nunca foi ao ar. "Depois, através de seu assessor, a Hebe enviou para a minha advogada, da época, R$ 200 mil. Vim de família humilde, acho que isso foi um pedido de desculpas. Mas nunca vi a cor desse dinheiro, a advogada nunca me repassou".
Daniele ressaltou o papel da jornalista investigativa Cristina Christiano, a única que se interessou em saber a versão da família e como era Daniele como mãe; ela foi a primeira a ter acesso ao laudo absolutório.
O jornalista Carlos Brickmann, escrevendo para o Observatório da Imprensa, criticou fortemente o papel da imprensa em todo o processo: "A imprensa está noticiando o caso em detalhes — todos os detalhes, menos um: a cumplicidade da própria imprensa na destruição da vida da jovem mãe". Brickmann disse que de nada serviram as reflexões sobre o caso da Escola Base, outra infame caso de falta de ética jornalística. Ele apontou erros específicos cometidos, como ignorar a denúncia de estupro feita por Daniele na semana anterior ao falecimento. Apresentou também uma "dúvida que deveria ter levado os jornalistas a desconfiar do caso: por que matar um bebê com cocaína, que é cara e deixa traços? Se a mãe fosse viciada, por que desperdiçaria cocaína com o bebê, em vez de cheirá-la?"
Brickmann ressalvou o ombudsman da Folha, Marcelo Beraba, que em 10 de dezembro de 2006 publicou sua crítica à atuação do jornal. No texto, Beraba também comparava o ocorrido com o caso Escola Base, e concluía que aquele caso sepultou "a idéia de que basta atribuir a informação a uma autoridade ou tomar cuidados como o uso dos verbos no condicional. A imprensa também tem responsabilidade." Ele considerou também a sugestão de um leitor, que os jornais informassem repetida e exaustivamente que os acusados são inocentes até prova em contrário.

## Livro e adaptações
Daniele Prado publicou um livro contando toda a história em junho de 2006 pela editora nVersos. O nome do livro é Tristeza em Pó. Em entrevista antes do lançamento do livro, sintetizando toda sua história, disse que: "Vejo o meu caso como um retrato da injustiça brasileira, mas não foi o primeiro ou o último. Eu conto minha história na tentativa de evitar que mais vidas sejam encerradas. Ensinar que é preciso análise, apuração e ouvir antes de condenar alguém".
A história foi adaptada para uma para uma peça teatral, que estreou em São Paulo em 24 de novembro de 2011. A peça Absolvição, escrita e dirigida por Tristan Aronovich, inspirou-se também em outras histórias de mulheres que "entregaram suas juventudes e sonhos em nome de um mundo melhor".
Uma adaptação de seu livro para o cinema, também estava em desenvolvimento pelo diretor Fabrício Bittar. Em 2022, a produtora Clube Filmes já havia adquirido os direitos de adaptação e buscava financiamento para o projeto.